# آدرو
آدرو (به ایتالیایی: Adro) یک کومونه در ایتالیا است که در استان برشا واقع شده‌است.

## خصوصیات
آدرو ۱۴ کیلومترمربع مساحت و ۷٬۱۸۶ نفر جمعیت دارد و ۲۷۱ متر بالاتر از سطح دریا واقع شده‌است.